# Frontières (média)
Ne doit pas être confondu avec Frontiers Media.
Frontières, anciennement Livre noir, est un média d’extrême droite français créé par Erik Tegnér, François de Voyer et Swann Polydor en 2021.
Affichant une orientation conservatrice et identitaire, soutien officieux d'Éric Zemmour, ce média est critiqué notamment pour son traitement de l'invasion russe de l'Ukraine.

## Histoire

Premier logo.

En 2021, Erik Tegnér lance, avec François de Voyer, et Swann Polydor (développeur informatique), la chaîne YouTube Livre noir, média à la ligne éditoriale conservatrice,,,, et identitaire,,. Son nom est choisi en référence à un livre de la personnalité politique Éric Zemmour : Le Livre noir de la droite. La chaîne YouTube s’inspire de Thinkerview en faisant des entretiens sur des sujets politiques et sociétaux.
D’après Le Monde, à sa création, son but officieux est de pousser la campagne électorale d’Éric Zemmour. Arrêt sur images qualifie le média de « très zemmourienne chaîne YouTube ».
En septembre 2023, le média publie son premier magazine. Il tente en 2023 de fusionner avec le média Omerta, mais le projet n'aboutit pas.
En juin 2024, le média se rebaptise Frontières dans le but de « peser encore davantage dans le paysage médiatique ». Il bénéficie alors de l'entrée au capital d'actionnaires dont l'identité n'est pas dévoilée.
La publication papier de Frontières est tirée à une trentaine de milliers d'exemplaires et la chaîne YouTube du média compte 439 000 abonnés en 2025.
En avril 2025, une quinzaine de collaborateurs parlementaires de La France insoumise sont cités nommément dans un numéro de Frontières titré « LFI, le parti de l’étranger » — « une expression empruntée à l’extrême droite antidreyfusarde », selon Mediapart. En réaction, les différents syndicats d'assistants parlementaires de l'Assemblée nationale organisent une manifestation dans un jardin de l'Assemblée nationale, à laquelle environ 350 assistants parlementaire participent. Trois journalistes de Frontières, accrédités à l'Assemblée, filment la scène. La situation se tend : les trois journalistes, ultérieurement soutenus par le Rassemblement national, affirment avoir été pris à partie par certains manifestants et députés de gauche, tandis que le groupe Écologiste et social affirme que le personnel de l’Assemblée a dû faire face de la part desdits journalistes à des provocations, des invectives, des prises d’images sans consentement et des mises en scène,. Les journalistes du média sont exfiltrés par les services de l'Assemblée nationale.

## Ligne éditoriale, traitement de l'information et déontologie
D'après Mediapart, « qu’il s’agisse du profil de ses « journalistes » et de ses investisseurs, de son traitement éditorial ou encore de la place accordée à Éric Zemmour, tout rapproche plus Livre Noir d’une agence de communication que d’un site d’information »,. Une analyse partagée par Télérama, qui de Frontières dit qu'il adopte « de nouveaux standards à mi-chemin entre le média et l’officine » sous l'impulsion d'Erik Tegnér ; le magazine souligne notamment la couverture par le média, contre rémunération, des journées d’étude sur « la défense de la civilisation européenne » organisées par le groupe Conservateurs et réformistes européens auquel appartient Marion Maréchal.
Selon une analyse de la Fondation Jean-Jaurès publiée en mars 2025, Frontières est un « organe de propagande antirépublicaine ». L'étude, basée sur l'examen des sept premiers numéros de la publication papier de Frontières, affirme que le média va au-delà d'une simple ligne identitaire et anti-immigration. Elle démontre que le magazine manipule des données et fait des analogies trompeuses pour promouvoir ses thèses, qu'il rejette la philosophie des Lumières et qu'il suggère l'inéluctabilité d'une guerre civile en France.

### Invasion de l'Ukraine par la Russie
En mars 2022, un reportage avec les forces russes dans la ville assiégée de Marioupol est vivement critiqué par Arrêt sur images : « blog de Youtuber plutôt que reportage », éléments non contextualisés, informations non vérifiées, éléments de langage pro-russes, absence de mention du siège et des bombardements russes. Pour les journalistes Loup Bureau et Andrei Vaitovitch, les bases du journalisme et de la déontologie ne sont pas du tout respectées. La Revue des médias de l'Institut national de l'audiovisuel (INA) vilipende également la vidéo, qui aurait pour objectif principal de dénoncer l'immigration en Europe, et donc de montrer que les Ukrainiens pourraient rester en Ukraine.
À l'automne 2022, les trois investisseurs de départ, qui avaient injecté 300 000 euros dans Livre noir, reprennent leurs parts, en raison de divergences quant à la ligne éditoriale, devenue « servilement pro-russe » selon Libération. Des employés partent également pour les mêmes raisons après le début de l'invasion de l'Ukraine par la Russie. D'anciens proches considèrent qu'Erik Tegnér a « vrillé » après s'être rendu « au cœur des forces russes du Donbass ». Selon Libération, sa vidéo sur la bataille de Marioupol est « bourrée d’éléments de langages qui semblent dictés par le Kremlin ».

### Immigration
Livre Noir fait de la question de l'immigration sa priorité éditoriale. Erik Tegnér explique ainsi souhaiter que son média devienne « une référence sur l'immigration. On veut que ce soit récurrent. Jamais quelqu'un n'a fait un travail aussi complet que nous là-dessus ».
La Chaîne parlementaire (LCP) décrit la chaîne comme le fer de lance de la nouvelle presse d'extrême droite, fondé par des proches de Marion Maréchal et qui « donne la parole à tous ceux qui partagent la même obsession de l'immigration », caisse de résonance de Stanislas Rigault et Génération Zemmour.
En 2024, le média filme sans autorisation les personnes enfermées au centre de rétention du Canet, pendant la visite du député Gérault Verny, par ailleurs actionnaire du média sans que cela ne soit indiqué,.
En 2025, le média dresse une liste de 60 avocats considérés comme « coupables » de « l'invasion migratoire », et diffuse sur X leurs photos, déclenchant un mouvement de harcèlement à leur encontre, ainsi que des menaces de mort. Le Conseil national des barreaux saisit alors le procureur de la République,, de même que le 30 avril 2025, les associations Utopia 56, Ligue des Droits de l'homme et MRAP.

## Équipe de rédaction et personnalités liées
Parmi les journalistes se trouve Pierre-René Lavier, également secrétaire général du média. Il est recruté par Erik Tegnér après avoir été administrateur d’Omerta, média d’extrême droite pro-Kremlin dirigé par Régis Le Sommier. Il anime le grand débat organisé avec Éric Zemmour et l'accompagne en voyage en Israël.
Constitué d'une équipe d'une quinzaine de salariés, Livre noir se dote d'un « comité stratégique » comprenant l'ex-ambassadeur de France en Algérie Xavier Driencourt, l'ancien PDG d'Elf Aquitaine, Loïk Le Floch-Prigent, et l'avocat Thibault de Montbrial. En 2025, le média compte près de vingt-cinq journalistes et son comité stratégique compte également parmi ses membres l'écrivain Boualem Sansal.

### Conditions de travail
La plupart des salariés démissionnent au cours de l'année 2023. Dans une enquête de Libération, plusieurs mettent en cause les « violences verbales et psychologiques » dont ils auraient été victimes. Le quotidien relate avoir eu accès à des échanges privés confirmant l'existence de menaces et de dévalorisations de la part de l'encadrement.
Les conditions de travail sont ainsi particulièrement critiquées : non-respect des horaires de travail et des jours de repos, exploitation des alternants, menace de ne plus payer les employés s'ils réclament de travailler moins. Plusieurs anciens collaborateurs racontent avoir vu des alternants dormir à même le sol dans le local de Livre noir, tandis qu'un jeune Marocain, employé comme freelance au poste de monteur et créateur de contenus, s'est parfois vu privé de salaire.
Erik Tegnér est visé par une plainte de deux autres fondateurs de Livre noir, François-Louis de Voyer et Swann Polydor, tous deux expulsés du média, pour « abus de bien social » et « abus de pouvoir ».

### Condamnation du secrétaire général
En octobre 2023, Pierre-René Lavier, journaliste et secrétaire général de Livre noir, est condamné à trois mois d’emprisonnement avec sursis et 1 000 euros de dommages-intérêts pour violences conjugales. Plusieurs de ses collègues et anciens collègues d'Omerta sont entendus pour cette affaire.

### Actionnariat
Outre Erik Tegnér, actionnaire majoritaire, le député UDR Gérault Verny, soutien d'Éric Zemmour en 2022, possède 20 % des parts de Frontières et un « trentenaire de la tech, Français installé à Londres » en possède 17 %, indique Télérama en avril 2025.